# Karlshälls gård

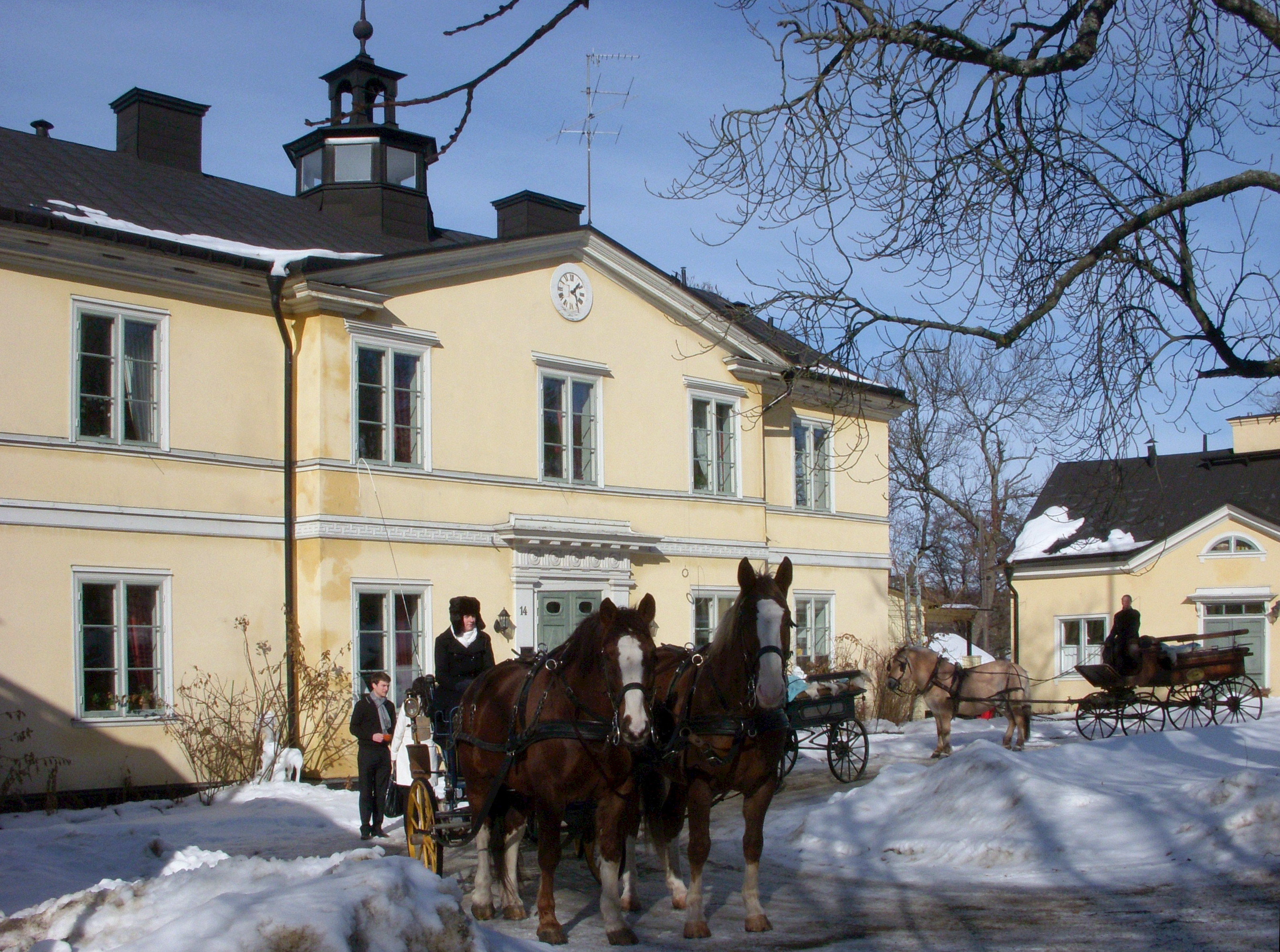
Karlshälls gård, huvudbyggnaden i mars 2010

Karlshälls gård (även Carlshälls gård) är en malmgård i herrgårdsstil på ön Långholmen i samma stadsdel i Stockholm, sedan 1989 använd som restaurang, festvåning och konferensanläggning. Karlshäll har sitt namn efter förste ägaren Carl Modéer. Under hans efterföljare, brännvinsfabrikören Lars Ohlsson Smith, byggdes gården ut och bland annat Grindstugan tillkom. Fastigheten, som ägs och förvaltas av AB Stadsholmen, har blivit blåmärkt av Stadsmuseet i Stockholm, vilket innebär "att bebyggelsen bedöms ha synnerligen höga kulturhistoriska värden".

## Modéers Karlshäll

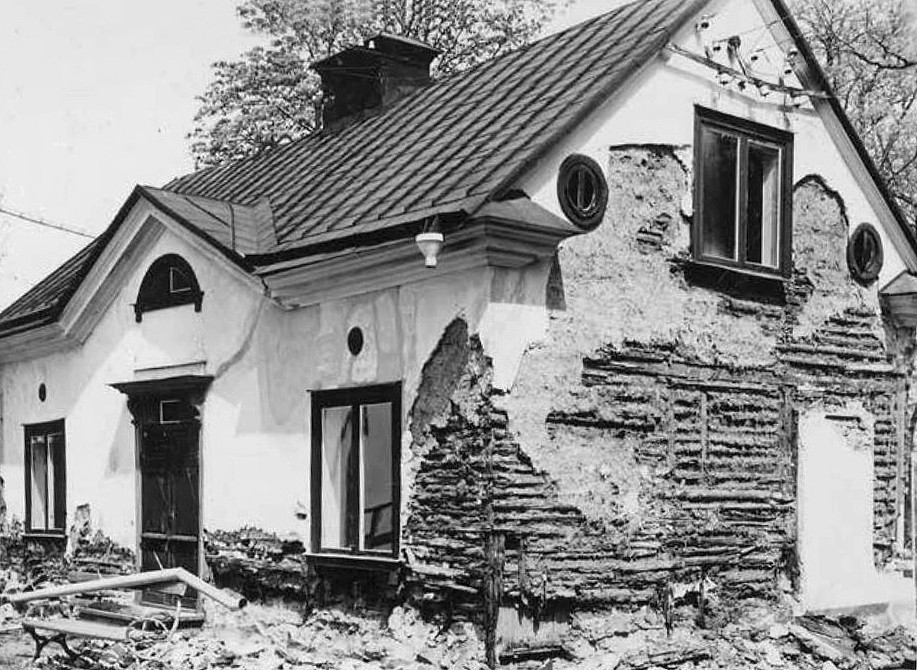
Östra flygeln under renovering 1950. Kalkbruksstommen är delvis synlig.

Karlshäll byggdes 1837–1838 som bostad för Långholmsfängelsets byggnadschef Carl Modéer. Som byggnadschef var Modéer förtrogen med nya byggnadstekniker och vid uppförandet av byggnaden användes en ny ytterväggskonstruktion som innebar att man blandade kalk, vatten och sand till en lätt murbruksmassa som packades i en gjutform kring väggarnas stolpstomme. Till fyllning användes grövre stenar eller halm. När massan hade torkat kunde gjutformen avlägsnas. Det var en unik konstruktion i Stockholmstrakten. Huvudbyggnaden är utförd i två våningar med en lanternin som kröns av en vindflöjel med årtalet 1838.
Vid en större upprustning av huset 1985 upptäcktes den ovanliga väggkonstruktionen. Inga ritningar eller andra handlingar från byggnadstiden fanns bevarade som kunde ge information om byggtekniken. Den enda fingervisningen var en uppgift i en äldre brandförsäkring som sade: "ett gjutet kalkbrukshus med trästomme". Efterforskningar visade att det fanns litteratur i ämnet i form av en bok från 1834 skrivet av  Carl Gustaf Rydin med titeln; "Gjutna kalkbrukshus, ett nytt byggnadssätt". I denna bok beskrev Rydin utförligt tillvägagångssättet vid uppförandet av sådana hus och bifogade ritningar och kostnadsberäkningar. När konstruktionen hade torkad var den så hårt att det kunde jämföras med ett stenhus.

## Smiths Karlshäll och Grindstugan

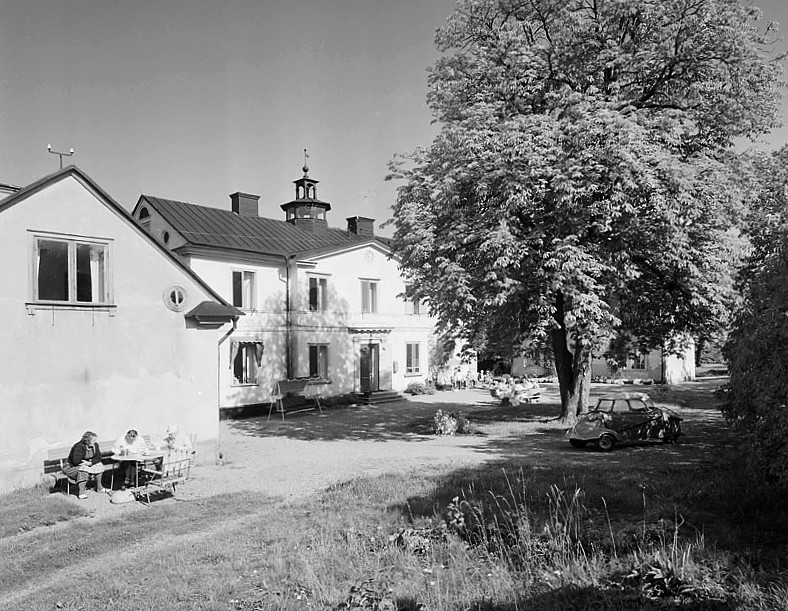
Karlshälls gård 1967.

Efter Modéers död 1842 hade hans änka kvar gården i tio år och därefter fanns flera olika ägare fram till 1876, då den kände brännvinsfabrikören Lars Olsson Smith köpte den. Sin spritfabrik hade han på Reimersholme och Karlshäll passade bra som sommarbostad. Under hans tid som ägare tillkom flera nya byggnader och anläggningar, som prydnadsträdgård, kägelbana, stall, vagnshus, bostad för tjänstefolk och en tillbyggnad mot väst som innehöll musik- och biljardsalong. Tillbyggnaden, som numera kallas Brännvinskungens Sal, hade ritats av arkitekt Magnus Isæus och uppfördes i dåtidens fornnordiska ideal som förebild som en basilika 1877. Samme arkitekt ritade även "Grindstugan" som var en mindre portvaktarstuga intill den nyuppförda grinden på vägen upp till gården. Smiths prydnadsträdgård betraktades vid denna tid som Stockholms vackraste.

## 1900-talets Karlshäll
Från början av 1900-talet och fram till 1940 användes Karlshäll som privat vårdanstalt för "lättskötta sinnessjuka". Därefter förvärvades fastigheten av Stockholms stad. Åren 1940-1947 var Karlshäll en filial till Sachska barnsjukhuset och fungerade som vårdhem för Finländska krigsbarn. I början av 1950-talet ställdes gården i ordning och blev behandlingshem i Stockholms stads regi. Hemmet fanns kvar till 1977. I mitten av 1980-talet genomgick huvudbyggnaden och flyglarna en omfattande renovering. 
I början av 1980-talet bildades Ideella föreningen Karlshälls gård och byggnaden rustades upp. 1989 öppnades en restaurang med festvånings- och konferensverksamhet i privat regi; Carlshälls Gård. Festvåningens matsal pryds fortfarande av de franska tapeter med turkiska landskapsmotiv som Smith köpte till sin dotter Mary när hon gifte sig med prins Jean Karadja pascha, som var Turkiets envoyé i Stockholm. 
Efter Smiths trädgård med terrasser, dammar och vägar finns fortfarande förvildade kulturväxter som örter, buskar och träd kvar, och trädgården räknas idag till innerstadens rikligaste växtplatser för denna Mall:Vilken? typ av flora.

## Bilder

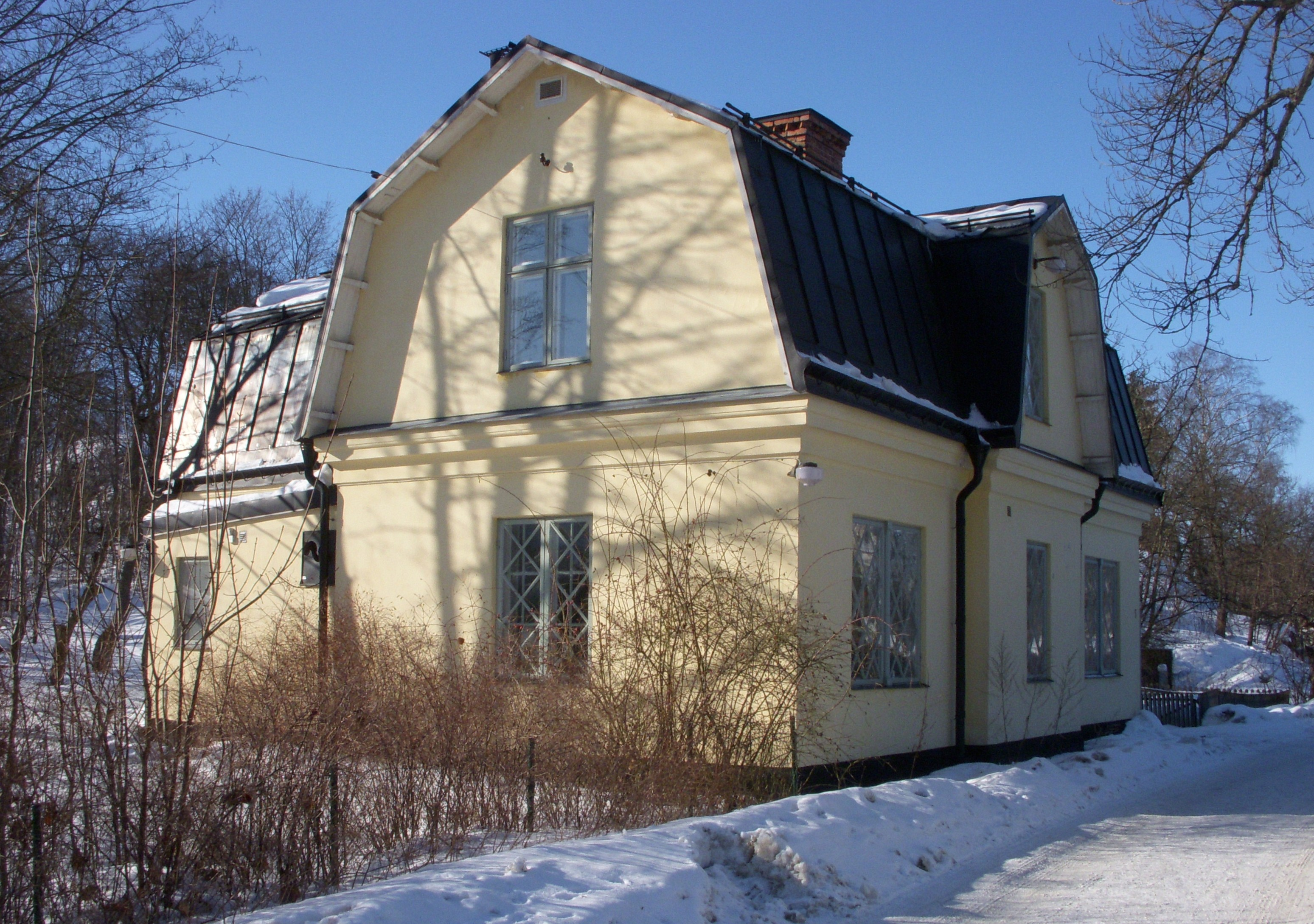
Grindstugan.
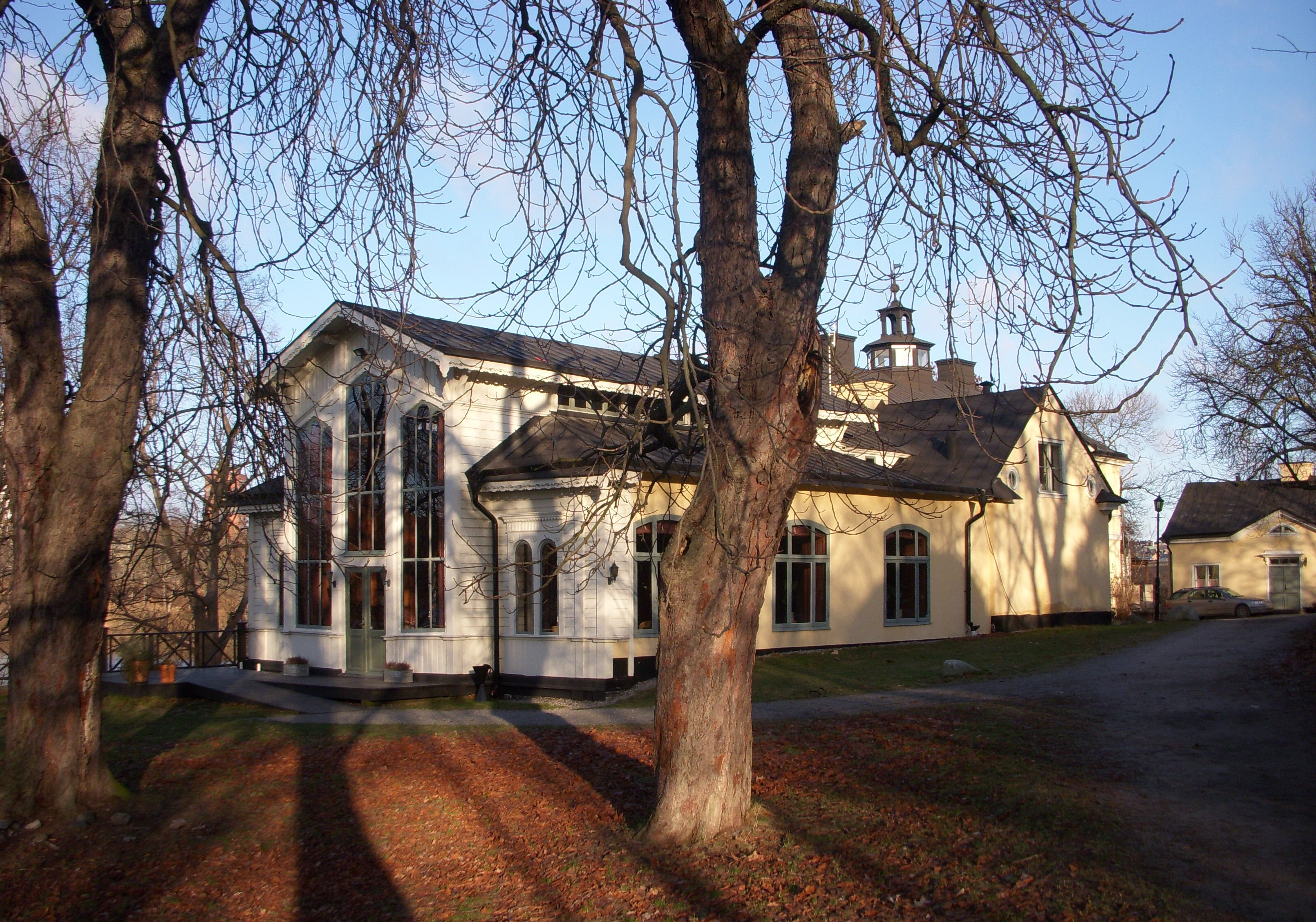
Karlshäll med biljardflygeln.
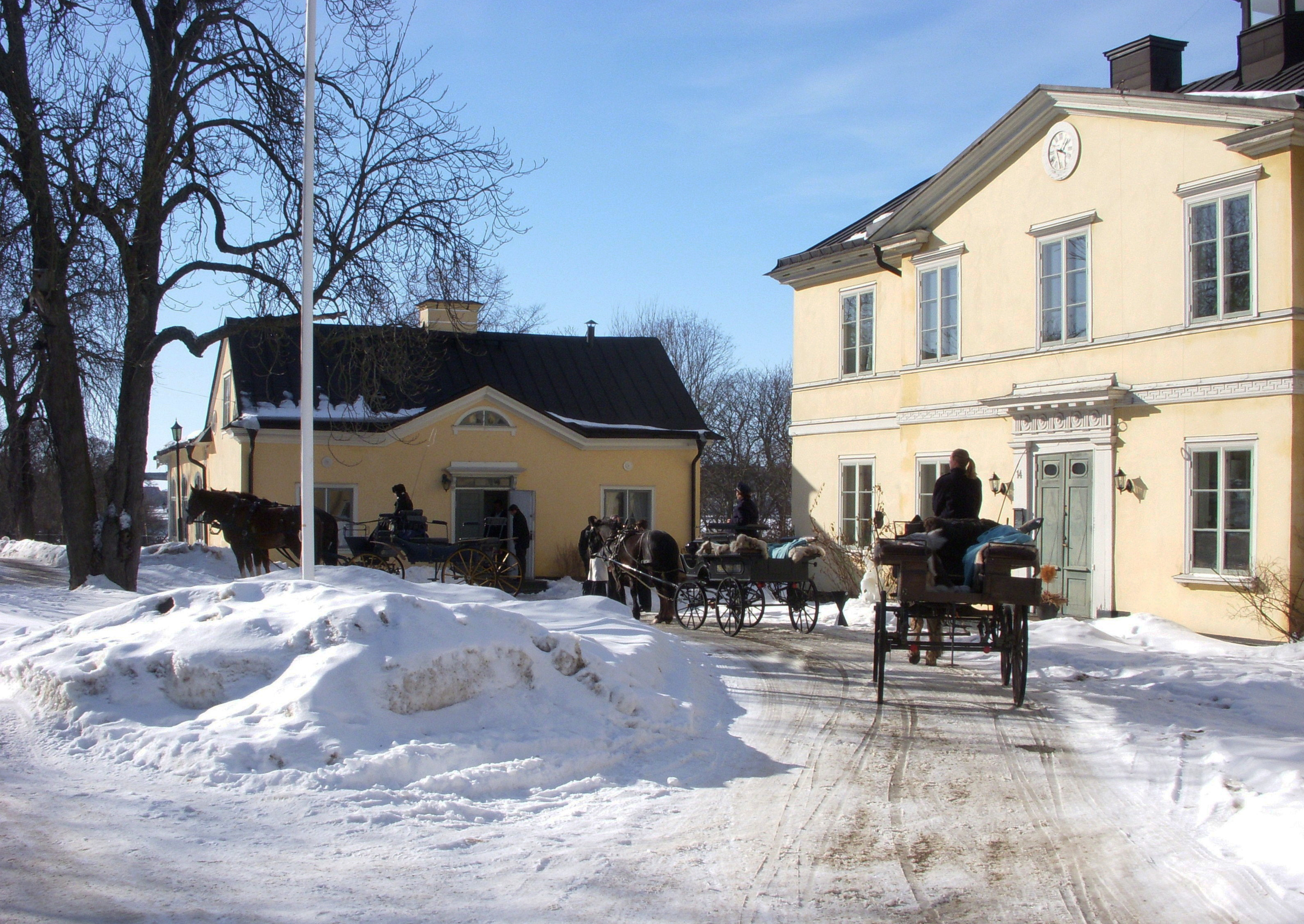
Karlshälls huvudbyggnad och västra flygel.
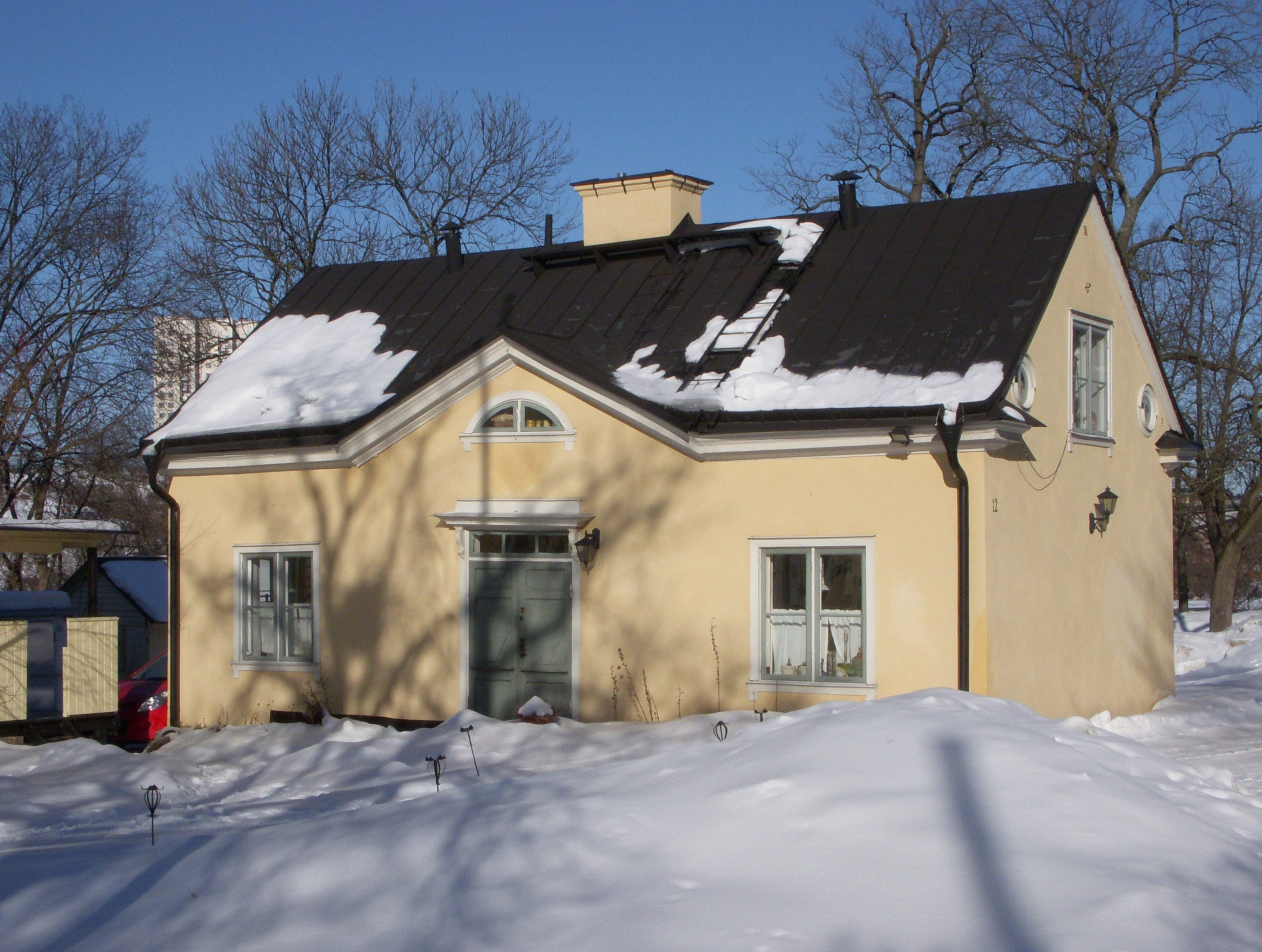
Gårdens östra flygelbyggnad.